# Mobile, Alabama
Mobile (pronunție în engleză [moʊˈbiːl]) este cel de-al treilea cel mai populat oraș al zonei  Sudului Statelor Unite. Situat în statul american  Alabama, Mobile este totodată și sediul comitatului omonim, Mobile County , găsindu-se la gura de vărsare a râului Mobile, în partea centrală a zonei Costale a Golfului Mexic a Statelor Unite ale Americii.
Populația în interiorul limitelor desemnate ale orașului a fost de 198.915 locuitori la 1 aprilie 2000, conform datelor culese de United States Census Bureau la recensământul din anul 2000. Mobile este cea mai largă municipalitate costală între New Orleans, statul  Louisiana și Saint Petersburg, statul  Florida, fiind și municipalitatea centrală a zonei metropolitane Mobile (sau Metropolitan Statistical Area - MSA), o regiune populată de 411.721 locuitori, care ocupă întreg comitatul omonim, Mobile, fiind cea de-a doua zonă metropolitană a statului Alabama. Mobile este inclus în Zona statistică combinată care cuprinde Mobile-Daphne-Fairhope, care la o populație de 591.599 locuitori, este cea de-a doua zonă statistică combinată a statului după cea din jurul orașului Birmingham.

## Descriere generală
Mobile a fost prima capitală a Louisianei franceze în 1702. Numele localității provine de la tribul nativilor americani numit Mobilian (după fortăreața acestora, Mabilia), pe care francezii coloniști l-au găsit în zona golfului omonim, Mobile Bay. De-a lungul primei sute de ani, Mobile a fost o colonie pentru Franța, Marea Britanie și apoi pentru Regatul Marii Britanii, respectiv pentru Spania. Orașul a devenit parte a Statelor Unite ale Americii pentru prima dată în anul 1810, odată cu anexarea republicii efemere West Florida, în timpul președintelui James Madison. În 1861, fiind parte a statului  Alabama, unul din cele 11 state care au secesionat pentru a forma Statele Confederate ale Americii (Confederate States of America), Mobile a ieșit pentru patru ani din jurisdicția Uniunii. A intrat din nou în componența Statelor Unite în 1865, odată cu colapsarea Confederate States of America, o republică federală efemeră, învinsă în Războiul civil american (1861 - 1865).
Aflat la intersecția gurii de vărsare a fluviului Mobile cu golful omonim, Golful Mobile, din partea nordică a Golfului Mexic, orașul este singurul port la mare al statului Alabama. Portul Mobile a jucat de-a lungul anilor un rol esențial în economia orașului, fiind pentru început, un loc de comerț dintre francezi și nativii americani  până la actuala poziție de a fi cel de-al nouălea port al Statelor Unite.
Unul dintre centrele culturale ale zonei cunoscute ca Gulf Coast, Mobile găzduiește mai multe muzee de artă, o orchestră simfonică, o companie de operă, o companie de balet și o mare concentrare de clădiri cu arhitectură istorică. Orașul este cunoscut pentru a avea cele mai vechi carnavaluri organizate din Statele Unite ale Americii, datând încă de la începutul secolului al 17-lea, în plină perioada colonială. Mobile este, de asemenea cunoscut ca fiind locul în care s-au organizat pentru prima dată pe pământ american societăți mistice dedicate carnavalurilor, cunoscute sub numele de "krewe", datând în anii 1830. Denominarea locuitorilor orașului Mobile este mobilian(s).

## Geografie
Mobile se găsește la următoarele coordonate geografice 30°40'46" latitudine nordică și 88°6'12" latitudine vestică (30.679523, −88.103280)GR1, în partea sud-vestică a statului american Alabama. Conform datelor culese de United States Census Bureau, orașul are o suprafață totală de 412,7 km2, dintre care 305,3 km2 este uscat, iar restul de 107,4 km2 reprezintă apă (26,1% din total). Altitudinea orașului este foarte joasă, variind între 3 metri în cazul Water Street din downtown  la 65 de m în cazul Mobile Regional Airport.

## Climat
Plasarea geografică a orașului Mobile în partea nordică a Golfului Mexic determină existența unui climat subtopical umed (clasificarea Köppen-Geiger, Cfa), cu o temperatură medie anuală de 18,3 °C. Temperaturile lunare medii din ianuarie până în decembrie variază între 4,4 °C minim și 32,8 °C maxim. Verile sunt călduroase și umede, iar iernile sunt blânde și ploioase. Un studiu din 2007, efectuat de WeatherBill Inc., a determinat că orașul Mobile este cel mai umed oraș din cele 48 de state continentale ale Uniunii, cu o medie de 1.648 mm pe an de ploi, media fiind calculată pentru o perioadă de 30 de ani. Cel puțin 120 de zile sunt ploioase, iar zăpada este rară, topindu-se de obicei foarte repede.

## Demografie

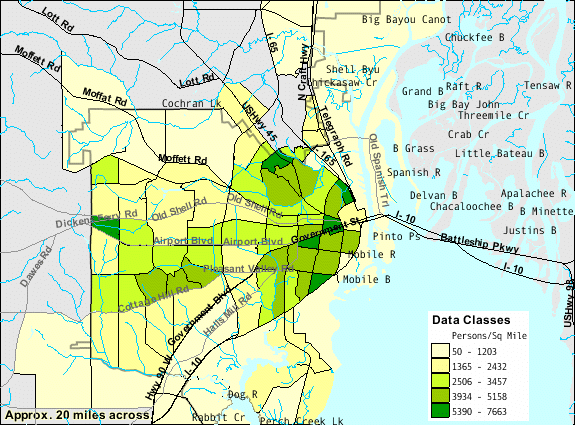
Harta indică numărul mediu de locuitori pe o milă pătrată de uscat (conform datelor din anul 2000.

Recensământul efectuat în anul 2000 a determinat că populația la 1 aprilie 2000 fusese de 198.915 locuitori, care locuiau în interiorul limitelor orașului. Mobile este centrul de populație al celei de-a doua zone metropolitane a statului Alabama, care include întreg comitatul omonim, Mobile. Zona metropolitană Mobile (ca arie metropolitană statistică, MSA) are o populație de 399.843 locuitori (conform recensământului din 2000).

## Orașe înfrățite
Mobile are relații de înfrățire cu următoarele orașe 
- Cockburn, Australia
- Heze, Chile
- Tianjin, China
- Havana, Cuba
- Worms, Germania
- Samarinda, Indonezia
- Ariel, West Bank (Israeli settlement)
- Gaeta, Italia
- Ichihara, Japonia
- Veracruz, Mexic
- Bolinao, Filipine
- Katowice, Polonia
- Constanța, România
- Košice, Slovacia
- King Shaka District, Africa de Sud
- Pyeongtaek, Coreea de Sud

În plus, are aranjamente în curs cu următoarele orașe 
- Liverpool, Regatul Unit
- Bursa, Turcia

Foste orașe înfrățite 
- Heliopolis, Egipt
- Pau, Franța
- Puerto Barrios, Guatemala
- Zakynthos, Grecia
- Rostov-pe-Don, Rusia
- Málaga, Spania
- Kaohsiung, Taiwan
- Bristol, Regatul Unit

## Personalități născute aici
- Lloyd Austin (n. 1953), general, om de stat.